# 이영권 (기업인)
이영권(李永權, 1955년 3월 14일 ~ 2015년 9월 5일)은 대한민국의 대학 교수이자 기업가이다.

## 주요 경력
- SK 그룹 사장실 실장, 홍보담당 이사
- SK 그룹 홍보실 홍보팀장
- SK 중국실, 마케팅실 실장
- SK 그룹경영기획실, 뉴욕지사 근무
- 동양화재 경영자문위원

## 주요 학력
- 연세대학교 경영전문대학원 경영학 박사
- 명지대학교 대학원 경영학 박사
- 뉴스쿨대학교 국제경영학 수료
- 연세대학교 경영전문대학원 마케팅 석사
- 명지대학교 무역학 학사
- 수원고등학교
- 수원중학교
- 남창초등학교

## TV
- KBS 2TV '생방송 세상의 아침' 경제 패널,
- KBS 1TV 'KBS 월드넷' 고정패널, 아침마당 게스트
- MBN 매일경제TV '경제매거진, '성공예감 우먼&우먼' 진행자

## 라디오
- KBS 해피FM 이영권의 경제포커스 진행